# Claude La Colombière
Claude La Colombière, SJ (2. února 1641, Saint-Symphorien-d'Ozon – 15. února 1682, Paray-le-Monial) byl francouzský římskokatolický kněz a řeholník Tovaryšstva Ježíšova, známý jako zpovědník sv. Marguerite-Marie Alacoque. Katolická církev jej uctívá jako světce.

## Život

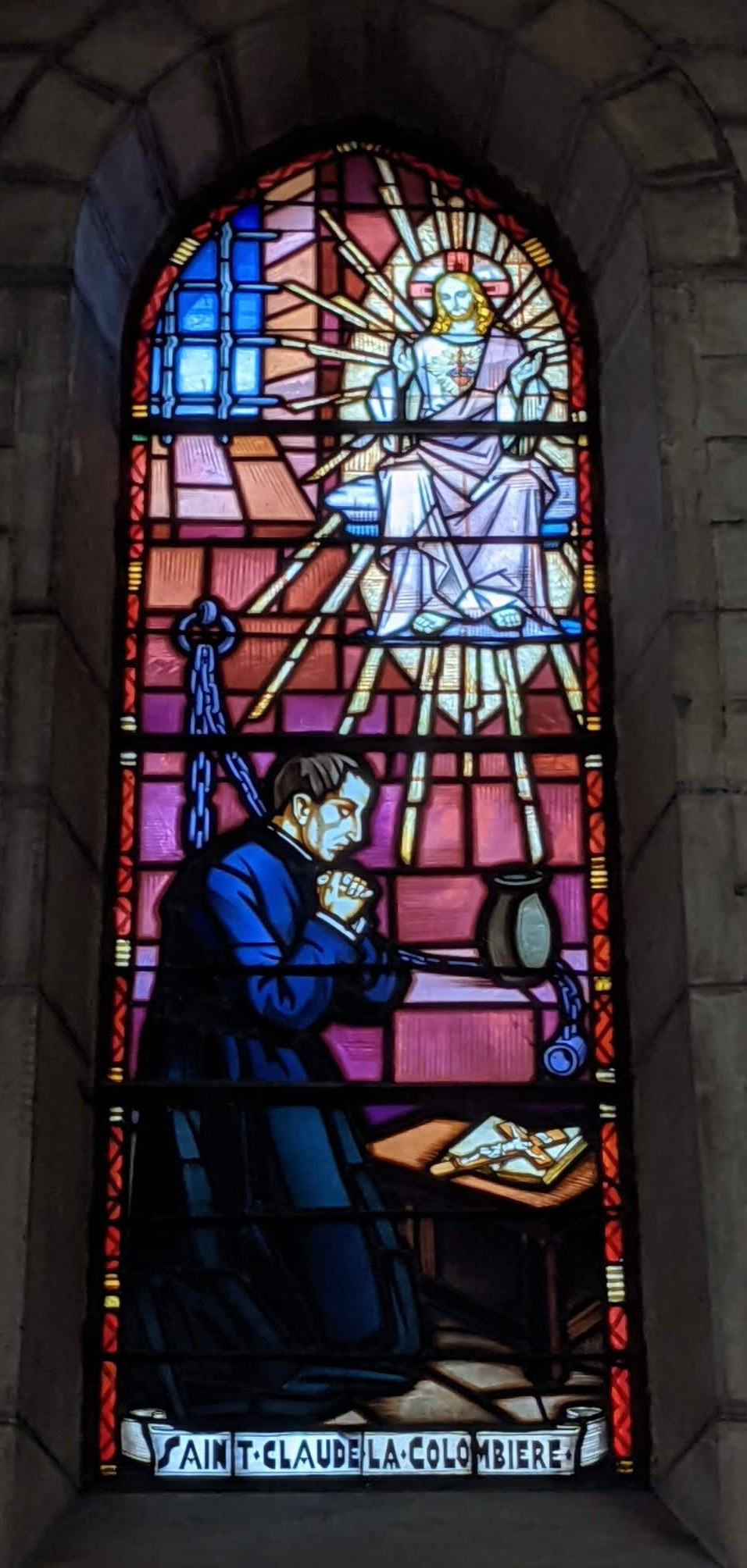
Vitráž s jeho vyobrazením v Paray-le-Monial

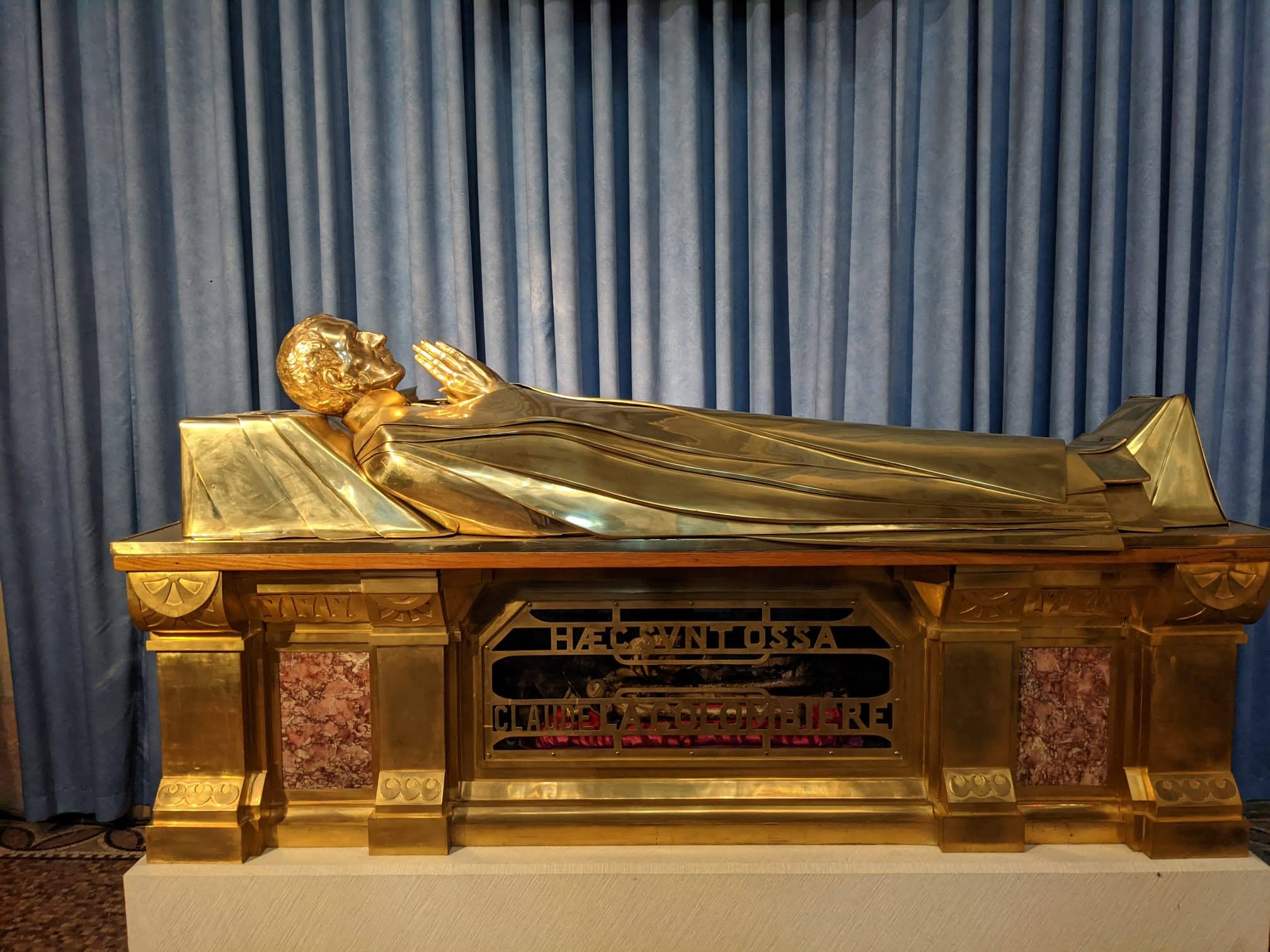
Jeho relikviář v jemu zasvěcené kapli v Paray-le-Monial

Narodil se dne 2. února 1641 ve městě Saint-Symphorien-d'Ozon jako třetí dítě notáře Bertranda La Colombière a Margaret Coindat. Jeho rodina se brzy přestěhovala do nedalekého města Vienne, kde započal své základní vzdělání a později studoval na jezuitské škole v Lyonu. V roce 1658, ve věku sedmnácti let, vstoupil v Avignonu do noviciátu Tovaryšstva Ježíšova. Když dokončil dvouletý noviciát, zahájil ve stejném městě svá vyšší studia. Po jejich dokončení pokračoval vyučováním gramatiky a literatury na stejné škole.
V roce 1666 byl poslán do Paříže ke studiu teologie na College de Clermont. Byl také přidělen jako vychovatel dětí královského ministra financí Jeana-Baptisty Colberta. Poté, co tam dokončil svá studia, byl v roce 1669 vysvěcen na kněze a zpočátku byl poslánn vyučovat na školu v Lyonu, kde dříve sám studoval. Poté byl ustanoven kazatelem. V roce 1674, po 15 letech života v jezuitském řádu, vykonal zkušební období známé jako terciánství, během kterého absolvoval duchovní cvičení.
Po složení čtvrtého řeholního slibu u jezuitů na konci svého terciátu dne 2. února 1675 byl jmenován rektorem jezuitské komunity v Paray-le-Monial, kde se také stal duchovním vůdcem řeholnic zdejšího kláštera sester Navštívení, včetně sv. Marguerite-Marie Alacoque, se kterou se zde seznámil. Svěřovala se mu se svými mystickými viděními a stal se jejím podporovatelem v propagaci úcty k Nejsvětějšímu Srdci. Po svém odchodu z Francie si s ní alespoň dopisoval.
V roce 1676 byl poslán do Anglie jako kazatel Marie Beatrice d'Este, tehdejší vévodkyně z Yorku a manželky budoucího anglického krále Jakuba II. Usadil se na dvoře sv. Jakuba a proslul zde jako horlivý kazatel. Anglické klima ve spojení s jeho horlivou prací způsobily zhoršení jeho zdraví a plicní onemocnění. V listopadu roku 1678, při čekání na odvolání zpět do Francie, byl náhle zatčen a uvržen do vězení, přičemž byl obviněn z účasti na údajném papežském spiknutí Tita Oatese proti anglickému trůnu. Byl uvězněn za těžkých podmínek ve věznici King's Bench, kde se jeho křehké zdraví zhoršilo. Díky svému postavení u královského dvora a ochraně francouzského krále Ludvíka XIV., jehož byl poddaným, unikl na rozdíl od některých jezuitů smrti a v roce 1679 byl z Anglie vypovězen. Do Francie se vrátil již s podlomeným zdravím.
Poslední dva roky života strávil v Lyonu, kde byl duchovním vůdcem jezuitských noviců, a v Paray-le-Monial, kam se vrátil, aby zlepšil své zdraví. Zde také dne 15. února 1682 zemřel. Jeho ostatky jsou uchovávány v jemu zasvěcené kapli kláštera sester Navštívení v Paray-le-Monial.

## Úcta
Jeho beatifikační proces započal dne 8. ledna 1880, čímž obdržel titul služebník Boží. Dne 11. srpna 1901 jej papež Lev XIII. podepsáním dekretu o jeho hrdinských ctnostech prohlásil za ctihodného.
Blahořečen byl dne 16. června 1929 papežem Piem XI. Dne 21. prosince 1991 byl uznán zázrak na jeho přímluvu, potřebný pro jeho svatořečení. Svatořečen pak byl dne 31. května 1992 v bazilice sv. Petra papežem sv. Janem Pavlem II.
Jeho památka je připomínána 15. února. Bývá zobrazován v řeholním oděvu. Je patronem výrobců hraček.